# بشار رشيد
بشار رشيد (1 يناير 1949 - 18 مايو 1978) كان مهاجمًا في كرة القدم العراقية ولعب لصالح المنتخب العراقي في تصفيات كأس العالم 1974. شارك مع المنتخب الوطني في عام 1973.
في 15 سبتمبر 1975، تم اعتقال بشار من قبل نظام حزب البعث، وحُكم عليه بالإعدام في ديسمبر 1976، وتم تنفيذ الحكم في 18 مايو 1978 بتهمة الانتماء إلى الحزب الشيوعي العراقي.

## إحصائيات المهنة

### الأهداف الدولية مع المنتخب
نتيجة العراق مدرجة أولًا. يشير عمود الهدف إلى النتيجة بعد كل هدف سجله بشار.
|  | يشير إلى فوز العراق بالمباراة     |
|  | يشير إلى انتهاء المباراة بالتَّعادل |
|  | يشير إلى خسارة العراق في المباراة |

| #  | التاريخ      | المكان                    | الخصم     | الهدف | النتيجة | المسابقة               |
| -- | ------------ | ------------------------- | --------- | ----- | ------- | ---------------------- |
| 1. | 13 مارس 1973 | ملعب سيدني الرياضي، سيدني | نيوزيلندا | 0-1   | 2–0     | تصفيات كأس العالم 1974 |